# نيشان تاج المملكة
نيشان تاج المملكة (بالملايوية: Darjah Utama Seri Mahkota Negara)‏ هي جائزة فيدرالية ماليزية. تحتل مرتبة أقل من وسام العائلة المالكة في ماليزيا.
إنها مرتبة واحدة وتُمنح لـ 30 مستلمًا حيًا فقط في أي وقت. 15 منها تُمنح لأمراء أجانب ورؤساء دول أجانب وأفراد مرموقين آخرين. لا يحمل أي لقب.

## وصلات خارجية
- Malaysia: Most Exalted Order of the Crown of the Realm